# Мама Роза
«Мама Роза» (тагал. Ma' Rosa) — філіппінський драматичний фільм, знятий Бріянте Мендосою. Світова прем'єра стрічки відбулась 18 травня 2016 року на Каннському кінофестивалі. Фільм розповідає про чотирьох дітей, які намагаються звільнити своїх батьків із в'язниці, котрих посадили за продаж метамфетаміну.

## У ролях
- Жаклін Хосе — Роза Рейєс
- Хуліо Діас — Нестор Рейєс
- Барон Гейслер — Сампей
- Хомарі Анджелес — Ервін
- Ніл Раян Сесе — Оліварес
- Мерседес Кабраль — Лінда
- Енді Ейгенман — Ракель
- Марія Ізабель Лопес — Тільде

## Визнання
| Нагороди та номінації фільму «Мама Роза» | Нагороди та номінації фільму «Мама Роза» | Нагороди та номінації фільму «Мама Роза»   | Нагороди та номінації фільму «Мама Роза» | Нагороди та номінації фільму «Мама Роза» | Нагороди та номінації фільму «Мама Роза» |
| Рік                                      | Кінопремія / Кінофестиваль               | Категорія / Нагорода                       | Номінант                                 | Результат                                |                                          |
| ---------------------------------------- | ---------------------------------------- | ------------------------------------------ | ---------------------------------------- | ---------------------------------------- | ---------------------------------------- |
| 2016                                     | Каннський кінофестиваль                  | «Золота пальмова гілка» за найкращий фільм | «Мама Роза»                              | Номінація                                |                                          |
| 2016                                     | Каннський кінофестиваль                  | Найкраща акторка                           | Жаклін Хосе                              | Перемога                                 |                                          |